# Stylomesus gorbunovi
Stylomesus gorbunovi là một loài chân đều trong họ Ischnomesidae. Loài này được Gurjanova miêu tả khoa học năm 1946.